# Chinattus
Chinattus Logunov, 1999 è un genere di ragni appartenente alla famiglia Salticidae.

## Etimologia
Il nome del genere è composto da China, che indica la nazione cinese e per la seconda parte dal suffisso -attus, caratteristico di vari generi della famiglia Salticidae, un tempo denominata Attidae.

## Distribuzione
Delle 12 specie oggi note di questo genere, ben 7 sono endemiche della Cina, 1 del Nepal e 1 di Taiwan; una specie, C. parvulus, rinvenuta negli USA e in Canada è forse da riclassificare.

## Tassonomia
La specie tipo (C. undulatus (Song & Chai, 1992)) originariamente era stata descritta come Habrocestoides szechwanensis da Prószynski nel 1992.
A dicembre 2010, si compone di 12 specie:
- Chinattus caucasicus Logunov, 1999 — Iran, Asia centrale
- Chinattus chichila Logunov, 2003 — Nepal
- Chinattus emeiensis (Peng & Xie, 1995) — Cina
- Chinattus furcatus (Xie, Peng & Kim, 1993) — Cina
- Chinattus parvulus (Banks, 1895) — USA, Canada
- Chinattus sinensis (Prószynski, 1992) — Cina
- Chinattus taiwanensis Bao & Peng, 2002 — Taiwan
- Chinattus tibialis (Zabka, 1985) — Cina, Vietnam
- Chinattus undulatus (Song & Chai, 1992)[2] — Cina
- Chinattus validus (Xie, Peng & Kim, 1993) — Cina
- Chinattus wulingensis (Peng & Xie, 1995) — Cina
- Chinattus wulingoides (Peng & Xie, 1995) — Cina